# 移剌塔不也
移剌塔不也（12世纪？—1219年），金朝末期契丹族将领，移剌（耶律）姓，东北路猛安人。
金章宗明昌元年（1190年），官至西上閤门使。次年，袭任其父猛克。泰和年间，率兵伐南宋，立功，遥授同知庆州事，权迪列乣详稳。历任西北路招讨判官、尚辇局使、曹王傅。金宣宗贞祐二年（1214年），担任武宁军节度使。当时蒙古军直指中都（今北京），五月，金宣宗弃中都南逃入汴京（今河南开封市）。当时涿州、良乡一带契丹乣军起兵，想要投靠蒙古军，受命招抚，没有成功，得平章政事术虎高琪庇护，被宽免，召为武卫军都指挥使。次年，被应奉翰林文字完颜素兰奏告，改知河南府事，兼副统军，转任彰化军节度使，改知临洮府事，兼陕西副统军。贞祐三年（1215年），西夏乘蒙古军南下，扩地攻打金国，围攻临洮（今甘肃临洮县），他奋力抗击，率领军队万人在熟羊寨击败夏军数万，以功擢升为劝农使，兼知平凉府事，进阶银青荣禄大夫。次年，攻打西夏威州、灵州、安州、会州。兴定元年（1217年），知庆阳府事。兴定三年（1219年），转任元帅左都监，去世。